# 伊藤正雄
伊藤 正雄（いとう まさお、1902年(明治35年)5月17日 - 1978年(昭和53年)7月20日）は、国文学者。

## 経歴
大阪府大阪市東区（現中央区）北浜生まれ。弁護士山口房五郎の次男。弁護士伊藤徳三の養子となり東京四谷で育ち、のち大阪に移る。第三高等学校卒、1927年東京帝国大学文学部国文科卒。28年神宮皇學館教授、1941年神宮皇學館大學附属専門部教授。1946年京都女子専門学校教授、1947年兵庫県社会教育課嘱託、1948年兵庫県立社会研究所員、49年旧制甲南高等学校教授、51年甲南大学教授、1949-1957年天理大学教授を兼ねる。1972年甲南大学定年、名誉教授、神戸女子大学教授。近世文学および福沢諭吉を研究した。

## 著書
- 『心中天の網島詳解』冨山房、1935、新版1991
- 『子ども心の探求 文芸作品に描かれた子供の心理』訓生社、1941
- 『小林一茶』三省堂、1942
- 『俳句の話』統正社、1943
- 『伊勢の文学』神宮司庁教導部、1954
- 『福沢諭吉入門 その言葉と解説』毎日新聞社、1958
- 『近世日本文学管見』伊藤正雄先生論文出版会、1963
- 『『学問のすすめ』講説 福沢諭吉の骨格を語る』風間書房、1968
- 『福沢諭吉論考』吉川弘文館、1969
- 『国語の姿勢 ある大学教師の"国語白書"』黎明書房、1970
- 『ごまめの歯ぎしり 福沢諭吉とともに歩む』初音書房、1972
- 『忘れ得ぬ国文学者たち 并、憶ひ出の明治大正』右文書院、1973、新版2001
- 『俳諧七部集芭蕉連句全解』河出書房新社、1976
- 『文章のすすめ 小言幸兵衛文筆談義』春秋社、1978
- 『近世の和歌と国学』皇学館大学出版部、1979
- 『引かれ者の小唄 続・ごまめの歯ぎしり』春秋社、1979
- 『福沢諭吉 警世の文学精神』春秋社、1979

### 訳・校注など
- 『註解一茶文集』三省堂、1943
- 『小林一茶集』校註 朝日新聞社 日本古典全書、1953
- 福沢諭吉『学問のすすめ』校注 旺文社文庫、1967、講談社学術文庫、2006
- 『明治人の観た福沢諭吉 資料集成』編 慶応通信、1970
- 『文明論之概略 今も鳴る明治先覚者の警鐘 口訳評注』慶応通信、1972
  - 『現代語訳 文明論之概略』慶應義塾大学出版会、2010
- 福沢諭吉『学問のすすめ 現代語訳』社会思想社 現代教養文庫、1977、文元社、2004、岩波現代文庫、2013
- 『要説日本文学史』足立巻一共著 社会思想社 現代教養文庫、1977

## 参考
- 『忘れ得ぬ国文学者たち』著者紹介